# 公務員試験

公務員試験（こうむいんしけん）は、公務員としての任用に適格と認められる候補者を選抜する目的で国や地方公共団体が実施する試験である。国家機関職員である国家公務員を採用する国家公務員試験と、各地方公共団体職員である地方公務員を採用する地方公務員試験に大別される。手法は職種別に様々だが一般に筆記試験と面接などの人物試験が採られている。
行政執行法人以外の独立行政法人、国立大学法人、外郭団体などの職員採用試験は、公務員でないため公務員試験に含まれない。代わりに「準公務員試験」とも称されるが、本項では扱わないこととする。

## 試験制度の仕組み
現在の日本の公務員制度は官職が法令や例規に基づいて設置され、公平な基準により適格と認定された者が職に充当されることを原則とする。退職などで欠員発生時は転任や昇任など人事異動を行い、最終的に欠員する職に補充すべき人材を公務員以外の者から新たに採用する。資格任用制の項も参照。新規採用時は、適格な能力を有する者を選抜して合格者を一定期間「採用候補者名簿」に採録し、法令や条例で定めた職員定数に欠員する人数を採用するため、試験合格者数と採用者数は等しくない。個別に試験を実施する国の機関や地方公共団体は、定数に欠員する人数を見込んで合格者を選抜しており、大半の合格者は採用に至る。国の機関は人事院が一括に採用試験を実施して各機関ごとに採用するため、合格者は官庁訪問などにより内定を得る。
非常勤職員や嘱託職員は実務経験や特技など筆記試験以外で採用を判断する事例が多くみられる。

## 試験の特徴
公務員の任用は「国家公務員法および地方公務員法に基づいて、公平な基準により能力を試験し、適任と認められたものを選抜すること」とされている。世襲や縁故採用などを排除するため、成績と能力主義を原則に学力試験、作文、面接などで選抜しているが、操縦士や航空管制官の採用では本人の身体・心理適性も評価対象となる。地方公務員では筆記より人物評価を重点する傾向もみられる。
学力試験は教養試験と専門試験で、専門的に深化した問いはみられないが専門試験への傾斜配点が多くみられ、科目が広範囲で低くない競争倍率から難関な事例が多い。国家公務員は複数併願者が多数で、受験者数確保のために機関ごとに試験日時の重複を回避している場合が多い。地方公共団体は、試験問題を共通化して同日に共通試験を実施して併願者数を抑制するなど、経費削減する事例がみられる。大卒程度は例年、東京都と東京特別区が独自日程で同日、大阪府の警察事務職以外と大阪市が独自日程で同日、北海道の警察事務以外の事務職が独自日程、大阪府の警察事務と北海道の警察事務及び技術系と府県と大阪市を除く政令市が同日に試験が実施される。最終合格者の辞退が多く、10月以降に独自日程で2次募集を行う地方公共団体もある。後述の地方公務員試験の節も参照。
人員の採用試験であるため受験料は原則無料だが、一部の地方公共団体や公立大学法人は有料としているところもある。総務省は「自治体が自治体職員採用試験に際して受験者から受験料を徴収することは、地方自治法の規定に違反する。」との見解を示している。地方自治法第二百二十七条は「住民票交付など住民に利益を与える事務では、手数料を徴収できる」と規定しているが、総務省は「自治体職員の採用試験は、自治体のための事務であり徴収はできない。」としている。

## 国家公務員試験

### 国家公務員試験の種類
| 人事院が実施する 一般職国家公務員の採用試験の一覧 | 人事院が実施する 一般職国家公務員の採用試験の一覧 | 人事院が実施する 一般職国家公務員の採用試験の一覧 | 人事院が実施する 一般職国家公務員の採用試験の一覧 | 人事院が実施する 一般職国家公務員の採用試験の一覧 | 人事院が実施する 一般職国家公務員の採用試験の一覧 |
| 種類                                              | 種類                                              | 高卒程度                                          | 大卒程度                                          | 院卒程度                                          | 社会人                                            |
| ------------------------------------------------- | ------------------------------------------------- | ------------------------------------------------- | ------------------------------------------------- | ------------------------------------------------- | ------------------------------------------------- |
| 総合職試験                                        | 総合職試験                                        |                                                   | ●                                                 | ●                                                 |                                                   |
| 一般職試験                                        | 一般職試験                                        | ●                                                 | ●                                                 |                                                   | ●                                                 |
| 専門職試験                                        | 皇宮護衛官                                        | ●                                                 | ●                                                 |                                                   |                                                   |
| 専門職試験                                        | 法務省専門職員（人間科学）                        |                                                   | ●                                                 |                                                   |                                                   |
| 専門職試験                                        | 財務専門官                                        |                                                   | ●                                                 |                                                   |                                                   |
| 専門職試験                                        | 国税専門官                                        |                                                   | ●                                                 |                                                   |                                                   |
| 専門職試験                                        | 食品衛生監視員                                    |                                                   | ●                                                 |                                                   |                                                   |
| 専門職試験                                        | 労働基準監督官                                    |                                                   | ●                                                 |                                                   |                                                   |
| 専門職試験                                        | 航空管制官                                        |                                                   | ●                                                 |                                                   |                                                   |
| 専門職試験                                        | 刑務官                                            | ●                                                 |                                                   |                                                   |                                                   |
| 専門職試験                                        | 入国警備官                                        | ●                                                 |                                                   |                                                   |                                                   |
| 専門職試験                                        | 税務職員                                          | ●                                                 |                                                   |                                                   |                                                   |
| 専門職試験                                        | 航空保安大学校学生                                | ●                                                 |                                                   |                                                   |                                                   |
| 専門職試験                                        | 気象大学校学生                                    | ●                                                 |                                                   |                                                   |                                                   |
| 専門職試験                                        | 海上保安官                                        |                                                   | ●                                                 |                                                   |                                                   |
| 専門職試験                                        | 海上保安大学校学生                                | ●                                                 |                                                   |                                                   |                                                   |
| 専門職試験                                        | 海上保安学校学生                                  | ●                                                 |                                                   |                                                   |                                                   |
| 専門職試験                                        | 海上保安学校学生（特別）                          | ●                                                 |                                                   |                                                   |                                                   |
| 経験者採用試験                                    | 経験者（係長級（事務））                          |                                                   |                                                   |                                                   | ●                                                 |
| 経験者採用試験                                    | 外務省（書記官級）                                |                                                   |                                                   |                                                   | ●                                                 |
| 経験者採用試験                                    | 国税庁（国税調査官級）                            |                                                   |                                                   |                                                   | ●                                                 |
| 経験者採用試験                                    | 農林水産省（係長級（技術））                      |                                                   |                                                   |                                                   | ●                                                 |
| 経験者採用試験                                    | 国土交通省（係長級（技術））                      |                                                   |                                                   |                                                   | ●                                                 |
| 経験者採用試験                                    | 観光庁（係長級（事務））                          |                                                   |                                                   |                                                   | ●                                                 |
| 経験者採用試験                                    | 気象庁（係長級（技術））                          |                                                   |                                                   |                                                   | ●                                                 |

国家公務員の採用試験は、一般職国家公務員を採用する試験と、防衛省職員（自衛官を含む）、国会職員や裁判所職員などの特別職国家公務員を採用する試験があり、前者は国家公務員法第48条及び人事院規則8-18第9条により人事院が試験機関である。外務省専門職員採用試験は外務省が試験機関である。
人事院が行う試験は国家公務員採用試験と呼称され、一般的な事務や技術的業務に従事する職員を採用する国家公務員採用総合職試験（院卒者試験）・総合職試験（大卒程度試験）、一般職試験（大卒程度）、一般職試験（高卒者）、専門職試験及び経験者採用試験、など14種類で毎年15回実施されている。
専門職試験は、大学卒業程度の国税専門官試験・労働基準監督官試験・財務専門官試験、航空管制官採用試験などが含まれ、高校卒業程度は刑務官試験、省庁大学校、海上保安学校の採用試験が実施されている。
I種・II種・III種は1984年度まで上級甲・上級乙・中級・初級で実施されており、上級・中級・初級、I種・II種・III種のいずれも学歴制限が無いことから、本来高校卒業程度である初級・III種は高校3年生や高校卒業者の合格者が少なく、「失われた20年」の1990年度以降は大学4年生や大学卒業者が多数合格して1995年度に半数を超えた。1997年度までに郵政内務職以外は大学4年生や大学卒業者の受験を年齢で制限し、2012年度から院卒者、大学卒業程度の総合職試験、大学卒業程度、高校卒業者対象の一般職試験などに再編された。

### 沿革
戦前の国家公務員は高等文官試験などを経て登用された。
以下、戦後の採用試験の変遷である。
| 旧I種          | 旧I種              | 旧II種                           | 旧II種             | 旧III種          |
| -------------- | ------------------ | -------------------------------- | ------------------ | ---------------- |
| 6級職          | 6級職              | 6級職                            | 5級職              | 4級職            |
| 上級           | 上級               | 上級                             | 採用中級試験       | 初級             |
| 上級甲種       | 上級甲種           | 上級乙種                         | 採用中級試験       | 初級             |
| I種            | I種                | II種（本省採用等）               | II種               | III種            |
| 総合職（院卒） | 総合職（大卒程度） | 一般職（大卒程度）（本省採用等） | 一般職（大卒程度） | 一般職（高卒者） |

2008年に成立した国家公務員制度改革基本法に基づき、国家I種・II種・III種試験は2011年度を最後に廃止された。
I種とII種の違いを羅列する。
I種は「大学卒業段階の知識・技術及びその応用能力を必要とする程度」で大学院程度も出題され、受験年齢は受験時に22歳から29歳まで、受験時21歳の大学生は卒業見込者に限り受験可能である。II種試験は卒業見込者に限り短期大学、高等専門学校、専修学校専門課程の学生で20歳以上の学生も受験可能である。採用候補者名簿収載期間は、I種が3年、II種は1年である。
院卒者、大学卒業程度の総合職試験は「主として政策の企画立案等の高度の知識、技術又は経験を必要とする業務に従事する係員の採用試験」、大学卒業程度の一般職試験は「主として事務処理等の定型的な業務に従事する係員の採用試験」である。
I種は採用時に主任級に就いて規定上の最短期間で昇進し、II種は本省の課長クラスへ昇進する者は少数である。勤務地は、II種は採用された地方支分部局のブロック内と本省のみの場合が多く、I種は国内と海外を問わず多くの経験が優先される。「II種・III種等採用職員の幹部職員への登用の推進に関する指針」が平成11年に人事院事務総長発として通知されるなど、人材登用も推進されている。
防衛省の防衛省専門職員び自衛官、国会の衆議院事務局・衆議院法制局・参議院事務局・参議院法制局・国立国会図書館、裁判所の最高裁判所、など特別職国家公務員は、人事院と別に採用試験を実施するがI、II、III種に準じた種別試験が多い。
航空保安大学校・海上保安大学校・気象大学校・防衛大学校・防衛医科大学校、など省庁大学校で学業に専念する職員は学生と呼ばれるが、身分は正式な国家公務員のため採用試験であるが、便宜上「入試」と表記していることもある。海上保安大学校、防衛大学校と防衛医科大学校では、筆記試験、面接、身体検査を（海上保安大学校は体力測定も）実施する。航空保安大学校の航空管制官採用試験では作業記憶力や状況判断能力などを試す適性試験が行われる。
辞令専門職は書家から選考され、面接の他に実際に揮毫する実技試験がある

### 合格者・採用者数の推移
かつてIII種試験の合格者と採用者が最も多かったが、III種採用の約半数を占めていた郵政事務A及び郵政事務Bが郵政一般職試験として国家III種から分離された頃から、大学卒業の公務員志望者が増加してII種採用が多数を占めた。
国家I種及び国家II種として最後になった平成23年大学卒業国家公務員試験の事務及び行政区分で、平成24年度に採用された者が多かった大学と学部を表記する。
| I種                                     | II種                                                                 |
| --------------------------------------- | -------------------------------------------------------------------- |
| 東京大学法学部（58名）                  | 中央大学法学部（35名）                                               |
| 東京大学経済学部（26名）                | 同志社大学法学部（24名）                                             |
| 京都大学法学部（19名）                  | 大阪市立大学法学部（22名）                                           |
| 東京大学大学院 公共政策学教育部（17名） | 立命館大学法学部（21名）                                             |
| 早稲田大学法学部（9名）                 | 岡山大学法学部（17名） 明治大学法学部（17名） 法政大学法学部（17名） |

平成27年に実施された国家公務員採用総合職試験（院卒者試験・大卒程度試験）で合格者が多かった大学を表記する。
| 総合職試験           |
| -------------------- |
| 東京大学（459名）    |
| 京都大学（151名）    |
| 早稲田大学（148名）  |
| 慶應義塾大学（91名） |
| 東北大学（66名）     |
| 大阪大学（63名）     |
| 中央大学（58名）     |
| 北海道大学（54名）   |
| 一橋大学（54名）     |
| 東京工業大学（53名） |

| 年度   | １位          | ２位          | ３位            | ４位                          | ５位                          | ６位             | ７位                  | ８位                        | ９位                            | １０位              |
| ------ | ------------- | ------------- | --------------- | ----------------------------- | ----------------------------- | ---------------- | --------------------- | --------------------------- | ------------------------------- | ------------------- |
| 2008年 | 東京大学      | 京都大学      | 早稲田大学      | 名古屋大学                    | 東京工業大学                  | 東北大学         | 北海道大学            | 慶應義塾大学                | 大阪大学 九州大学               | -                   |
| 2010年 | 東京大学      | 京都大学      | 早稲田大学      | 慶應義塾大学                  | 東北大学 北海道大学           | -                | 大阪大学              | 東京工業大学                | 九州大学                        | 名古屋大学          |
| 2012年 | 東京大学      | 京都大学      | 早稲田大学      | 慶應義塾大学                  | 北海道大学                    | 九州大学         | 東北大学              | 東京工業大学                | 大阪大学 立命館大学             | -                   |
| 2014年 | 東京大学      | 京都大学      | 早稲田大学      | 慶應義塾大学                  | 東北大学                      | 大阪大学         | 東京工業大学 一橋大学 | -                           | 北海道大学                      | 九州大学 名古屋大学 |
| 2015年 | 東京大学459名 | 京都大学151名 | 早稲田大学148名 | 慶應義塾大学91名              | 東北大学66名                  | 大阪大学63名     | 中央大学58名          | 一橋大学54名 北海道大学54名 | -                               | 東京工業大学53名    |
| 2016年 | 東京大学433名 | 京都大学183名 | 早稲田大学133名 | 慶應義塾大学98名              | 東北大学85名                  | 大阪大学83名     | 北海道大学82名        | 九州大学63名                | 中央大学51名                    | 東京工業大学49名    |
| 2017年 | 東京大学372名 | 京都大学182名 | 早稲田大学123名 | 大阪大学83名                  | 北海道大学82名                | 慶應義塾大学79名 | 東北大学72名          | 九州大学67名                | 中央大学51名                    | 一橋大学49名        |
| 2018年 | 東京大学329名 | 京都大学151名 | 早稲田大学111名 | 東北大学82名 慶應義塾大学82名 | -                             | 北海道大学67名   | 大阪大学55名          | 中央大学50名                | 神戸大学48名                    | 岡山大学45名        |
| 2019年 | 東京大学307名 | 京都大学126名 | 早稲田大学97名  | 北海道大学81名                | 東北大学75名 慶應義塾大学75名 | -                | 九州大学66名          | 中央大学59名                | 大阪大学58名                    | 岡山大学55名        |
| 2020年 | 東京大学249名 | 京都大学131名 | 早稲田大学90名  | 北海道大学69名                | 東北大学65名                  | 中央大学60名     | 立命館大学59名        | 岡山大学56名                | 東京工業大学51名 名古屋大学51名 | -                   |

## 地方公務員試験
地方公務員試験の区分は各地方公共団体によって大きな差異があるが、一般的な事務や技術的業務に従事する職員を採用する試験を上級（大学卒程度）・中級（短大卒程度）・初級（高校卒程度）に区分しているケースが多い。呼称はさまざまで、学歴別に区分する自治体もある。最近は経験者採用を実施する地方公務員試験も増加している。東京都及び東京特別区、2010年度からは大阪府及び大阪市など、一部を除く地方公共団体が、択一試験の問題の作成と採点などを内閣府所管の公益法人である財団法人日本人事試験研究センターに委託している。近年ではコミュニケーションや合意形成の能力を評価する試験も行われている。
北海道（事務系は警察事務のみ）、大阪府（警察事務のみ）と京都府、県及び大阪市を除く政令指定都市の大学卒程度の採用試験は、原則6月の第4日曜日に実施されおおむね同一の試験問題が出題されるが、出題数、出題科目、出題内容により分類され、各自治体により試験問題の内容は異なる。
市役所（政令指定都市以外）の大学卒業程度の採用試験を
- 道府県及び政令指定都市と同一日実施のものを「A日程」
- 7月第4日曜実施のものを「B日程」
- 9月第3日曜実施のものを「C日程」
- 10月第3日曜実施のものを「D日程」
- 11月実施のものを「E日程」（現在はほとんど用いられていない）

と、試験日程で分類して予備校や参考書などが用いている。C日程が多く採られており、大学生は6月に国家II種と道府県か政令指定都市、9月にC日程を受験する傾向が強い。日程や住居条件に問題がなければ全日程も受験可能であるが、他の道府県、政令市、市町村との併願を抑制する目的で「域内居住」を受験要件に加えて「A日程」、「C日程」、独自日程を採る自治体も多い。同一日程の試験はほぼ共通問題であることが多い。町村役場の大卒程度の採用試験は、都道府県内で統一されたり、市役所と同日程、独自日程など多様である。
東京都及び東京特別区の大学卒業程度は、他の道府県及び政令市と同一で6月に実施されていたが、2004年実施の2005年度採用試験よりおおむね5月の第1日曜に実施されている。
警察官、消防吏員、教員の採用試験も地方公務員試験の一種として扱われるが、警察庁採用の警察官は国家公務員I種・II種試験合格者から採用される。警察官採用試験は、警視庁は年3回で他道府県警は2回が多い。教員は、教員採用試験を参照。

## 試験科目
公務員試験は試験の種別によって様々な違いがみられるが、ここでは大卒相当の一般事務職を中心に、試験科目の代表例を挙げる。なお、平塚市など一部の自治体は書類選考方式で、日進市など一部の自治体は従来方式と書類選考方式がある自治体もある。

### 教養試験（一次試験）
一次試験で課される。全問必答、一部選択解答があり、五肢択一式でマークシートが採られている。
「数的処理」と総称される数学的・算術的な思考力・推理力を問う問題群があり、論理パズル的な「判断推理」、通常の数学や算術に最も近い「数的推理」、統計表やグラフなどを理解する「資料解釈」、空間観念とも呼称され、空間パズル的な分野「空間把握」に細分化される。
出題分野は次の分類が一般的である。
- 人文科学 - 日本史、世界史、地理、文学芸術、思想、国語
- 社会科学 - 政治、経済、社会
- 自然科学 - 数学、物理、化学、生物、地学
- 文章理解 - 現代文、英文、古文、漢文
- 数的処理 - 判断推理、数的推理、資料解釈、空間把握
- 時事問題 - 民間企業の同様の分野より限定的

### 専門試験（一次試験）
職種や試験種別により異なり、地方公務員の事務職では課さない場合もある。国家III種や地方初級試験の事務系では専門試験がなく、事務処理能力を計る適性試験を実施している。解答は記述式、択一式と記述式の組み合わせなどがある。以下に公務員試験で採用者数最多の「行政職（一般事務職）」試験の出題分野を例記する。
- 行政系分野 - 政治学・行政学・国際関係・社会学・社会政策などがあり、時事問題が出題される場合がある。2006年から国家II種試験に教育学及び心理学が新設された。
- 法律系分野 - 憲法・民法・行政法の3分野に、刑法・労働法・商法・国際法が加わる場合がある。
- 経済系分野 - ミクロ経済学とマクロ経済学をまとめた「経済理論」や「経済原論」、財政学、経済政策、経済事情、経済史があり、経営学、国際経済学、計量経済学、統計学、会計学等が加わる場合がある。

技術職は農業工学区分以外の農学系を除いて、数学と物理学が「工学に関する基礎（工学の基礎）」と総称されて概ね必須問題である。出題数は試験により6 - 20問である。技術系の「労働基準監督官B」は、数学、物理学、化学の全40問から32問を選択解答する。
試験実施機関によっては論作文、適性検査、面接、口述試験を一次試験で課す。論文は日程の都合で一次試験と同時に実施するが、二次試験の成績として採点する場合もある。
航空保安大学校の航空管制官採用試験では適性検査も行われる。

### 二次試験
職務に関する専門性、適性、人間性、などを論作文、個別面接、集団面接、適性検査などで選考する。集団討論やプレゼンテーションを採用する自治体も増えており、自己PRや志望動機など指定された項目を事前あるいは試験当日に記入した「面接カード」「エントリーシート」などが多用されている。
警察官・消防吏員・海上保安官の採用試験では身体検査の一環として体力検査が行われる。

### 三次試験
おもに地方公務員試験で実施され、個別面接や身体検査などを行う。受験者数や採用者数が少なく実施されない場合もある。
人事院が実施する国家公務員採用総合職・一般職試験は、二次試験の合格者から各官庁が選抜して採用予定者を決定するため、三次試験は実施しない。三次試験が行われる国家公務員は自衛官のうち操縦士として採用される枠や航空管制官の試験などがある。